# 沙西 (索恩-卢瓦尔省)
沙西（法語：Chassy，法語發音：[ʃasi] ⓘ）是法国索恩-卢瓦尔省的一个市镇，属于沙罗勒区。

## 地理
沙西（46°35'15"N, 4°6'46"E）面积13.43 平方千米，位于法国勃艮第-弗朗什-孔泰大區索恩-卢瓦尔省，该省份为法国中部省份，北起顺时针与科多尔省、汝拉省、安省、罗讷省、卢瓦尔省、阿列省和涅夫勒省接壤。
与沙西接壤的市镇（或旧市镇、城区）包括：阿鲁河畔马尔利、克莱西、格尼翁、乌德里、圣樊尚-布拉尼。

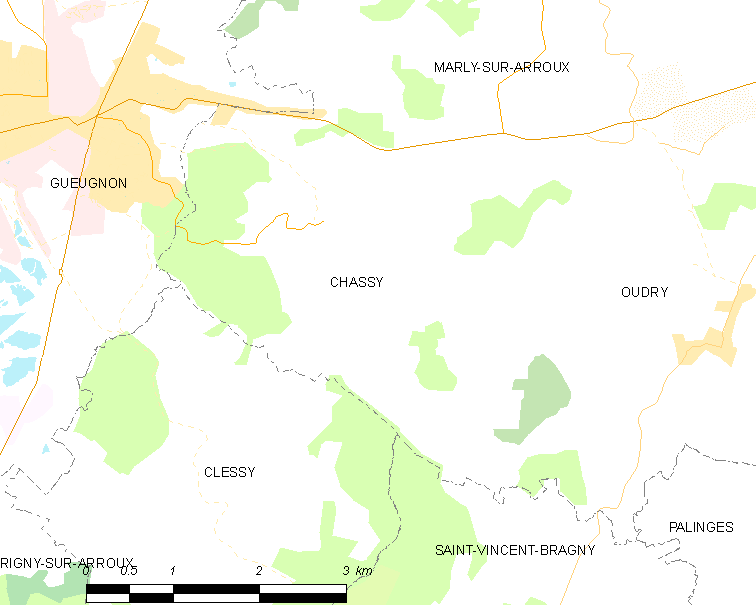
的OSM定位图

沙西的时区为UTC+01:00、UTC+02:00（夏令时）。

## 行政
沙西的邮政编码为71130，INSEE市镇编码为71111。

## 政治
沙西所属的省级选区为格尼翁县。

## 人口

1962-2008年间人口变化图示

沙西于2022年1月1日时的人口数量为296人。